# Ga Cát Đằng
Ga Cát Đằng là một nhà ga xe lửa tại huyện Ý Yên tỉnh Nam Định. Nhà ga là một điểm của đường sắt Bắc Nam và nối với ga Núi Gôi với ga Ninh Bình.

## Các tuyến
- Đường sắt Bắc Nam